# Bandeira de Piracicaba
A Bandeira de Piracicaba é um dos símbolos oficiais do município brasileiro supracitado, localizado no interior do estado de São Paulo. A bandeira foi instituída durante a gestão do prefeito Samuel de Castro Neves em 1953.

## Descrição
Constitui-se do Brasão de Piracicaba posicionado ao meio de um círculo branco centralizado em um fundo verde. A coroa mural e o e timbre representam as tradições cristãs de Piracicaba e sua história ligada ao cristianismo, escudo representa a terra e o homem, a legenda simboliza uma espécie de "retrato espiritual" da cidade, com o lema em latim "Audax in intellectu et in labore", que significa "audacioso na inteligência e no trabalho", e a guarnição simboliza as produções da terra.